# Vòng loại Giải vô địch bóng đá thế giới 1990 – Khu vực châu Á
Vòng loại Giải vô địch bóng đá thế giới (FIFA World Cup) 1990 khu vực châu Á được tổ chức nhằm chọn 2 đội bóng là thành viên của Liên đoàn bóng đá châu Á (AFC) và Liên đoàn bóng đá thế giới (FIFA) tham dự FIFA World Cup 1990 tại Ý.
25 đội tham dự vòng loại để giành suất dự FIFA World Cup 1990. Bahrain, Ấn Độ, Maldives và Nam Yemen rút lui mà không thi đấu vòng loại.
Hai đội bóng châu Á giành quyền tham dự FIFA World Cup 1990 là Hàn Quốc và UAE.

## Thể thức
Vòng loại gồm 2 vòng như sau:
- Vòng 1: Maldives bỏ cuộc trước khi lễ bốc thăm diễn ra. Do đó, 25 đội còn lại được chia vào 6 bảng (một bảng có 5 đội, các bảng còn lại có 4 đội). Nepal được chuyển từ bảng 5 sang bảng 4 do Ấn Độ rút lui. Các đội thi đấu với nhau theo thể thức sân nhà và sân khách; riêng ở bảng 4 thì các đội thi đấu với nhau hai lần tại Hàn Quốc và Singapore. Đội đứng đầu bảng sẽ tiến vào vòng chung kết.
- Vòng chung kết: 6 đội nhất bảng ở vòng 1 được xếp vào một bảng duy nhất. Các đội sẽ thi đấu với nhau một trận để chọn ra đội nhất và đội nhì bảng tham dự FIFA World Cup 1990.

## Vòng 1
| Chú thích trong các bảng đấu | Chú thích trong các bảng đấu   |
| ---------------------------- | ------------------------------ |
|                              | Giành quyền vào vòng chung kết |

### Bảng 1
| Đội    | ST | T | H | B | BT | BB | HS | Đ |  | Qatar | Iraq | Jordan | Oman |
| ------ | -- | - | - | - | -- | -- | -- | - |  | ----- | ---- | ------ | ---- |
| Qatar  | 6  | 3 | 3 | 0 | 8  | 3  | +5 | 9 |  |       | 1–0  | 1–0    | 3–0  |
| Iraq   | 6  | 3 | 2 | 1 | 11 | 5  | +6 | 8 |  | 2–2   |      | 4–0    | 3–1  |
| Jordan | 6  | 2 | 1 | 3 | 5  | 7  | −2 | 5 |  | 1–1   | 0–1  |        | 2–0  |
| Oman   | 6  | 0 | 2 | 4 | 2  | 11 | −9 | 2 |  | 0–0   | 1–1  | 0–2    |      |

### Bảng 2
| Đội         | ST | T | H | B | BT | BB | HS | Đ |  | Ả Rập Xê Út | Syria | Cộng hòa Ả Rập Yemen | Bahrain |
| ----------- | -- | - | - | - | -- | -- | -- | - |  | ----------- | ----- | -------------------- | ------- |
| Ả Rập Xê Út | 4  | 3 | 1 | 0 | 7  | 4  | +3 | 7 |  |             | 5–4   | 1–0                  |         |
| Syria       | 4  | 2 | 1 | 1 | 7  | 5  | +2 | 5 |  | 0–0         |       | 2–0                  |         |
| Bắc Yemen   | 4  | 0 | 0 | 4 | 0  | 5  | −5 | 0 |  | 0–1         | 0–1   |                      |         |
| Bahrain     | 0  | 0 | 0 | 0 | 0  | 0  | 0  | 0 |  |             |       |                      |         |

### Bảng 3
| Đội       | ST | T | H | B | BT | BB | HS  | Đ |  | Các Tiểu vương quốc Ả Rập Thống nhất | Kuwait | Pakistan | Cộng hòa Dân chủ Nhân dân Yemen |
| --------- | -- | - | - | - | -- | -- | --- | - |  | ------------------------------------ | ------ | -------- | ------------------------------- |
| UAE       | 4  | 3 | 0 | 1 | 12 | 0  | +12 | 6 |  |                                      | 1–0    | 5–0      |                                 |
| Kuwait    | 4  | 3 | 0 | 1 | 6  | 3  | +3  | 6 |  | 3–2                                  |        | 2–0      |                                 |
| Pakistan  | 4  | 0 | 0 | 4 | 1  | 12 | −11 | 0 |  | 1–4                                  | 0–1    |          |                                 |
| Nam Yemen | 0  | 0 | 0 | 0 | 0  | 0  | 0   | 0 |  |                                      |        |          |                                 |

### Bảng 4
| Đội       | ST | T | H | B | BT | BB | HS  | Đ  |  | Hàn Quốc | Malaysia | Singapore | Nepal | Ấn Độ |
| --------- | -- | - | - | - | -- | -- | --- | -- |  | -------- | -------- | --------- | ----- | ----- |
| Hàn Quốc  | 6  | 6 | 0 | 0 | 25 | 0  | +25 | 12 |  |          | 3–0      | 3–0       | 9–0   |       |
| Malaysia  | 6  | 3 | 1 | 2 | 8  | 8  | 0   | 7  |  | 3–2      |          |           | 2–0   |       |
| Singapore | 6  | 2 | 1 | 3 | 12 | 9  | +3  | 5  |  | 0–3      | 2–2      |           | 7–0   |       |
| Nepal     | 6  | 0 | 0 | 6 | 0  | 28 | −28 | 0  |  | 0–4      | 0–2      | 0–3       |       |       |
| Ấn Độ     | 0  | 0 | 0 | 0 | 0  | 0  | 0   | 0  |  |          |          |           |       |       |

### Bảng 5
| Đội        | ST | T | H | B | BT | BB | HS  | Đ  |  | Trung Quốc | Iran | Bangladesh | Thái Lan |
| ---------- | -- | - | - | - | -- | -- | --- | -- |  | ---------- | ---- | ---------- | -------- |
| Trung Quốc | 6  | 5 | 0 | 1 | 13 | 3  | +10 | 10 |  |            | 2–0  | 2–0        | 2–0      |
| Iran       | 6  | 5 | 0 | 1 | 12 | 5  | +7  | 10 |  | 3–2        |      | 1–0        | 3–0      |
| Bangladesh | 6  | 1 | 0 | 5 | 4  | 9  | −5  | 2  |  | 0–2        | 1–2  |            | 3–1      |
| Thái Lan   | 6  | 1 | 0 | 5 | 2  | 14 | −12 | 2  |  | 0–3        | 0–3  | 1–0        |          |

### Bảng 6
| Đội               | ST | T | H | B | BT | BB | HS | Đ |  | Cộng hòa Dân chủ Nhân dân Triều Tiên | Nhật Bản | Indonesia | Hồng Kông |
| ----------------- | -- | - | - | - | -- | -- | -- | - |  | ------------------------------------ | -------- | --------- | --------- |
| CHDCND Triều Tiên | 6  | 4 | 1 | 1 | 11 | 5  | +6 | 9 |  |                                      | 2–0      | 2–1       | 4–1       |
| Nhật Bản          | 6  | 2 | 3 | 1 | 7  | 3  | +4 | 7 |  | 2–1                                  |          | 5–0       | 0–0       |
| Indonesia         | 6  | 1 | 3 | 2 | 5  | 10 | −5 | 5 |  | 0–0                                  | 0–0      |           | 3–2       |
| Hồng Kông         | 6  | 0 | 3 | 3 | 5  | 10 | −5 | 3 |  | 1–2                                  | 0–0      | 1–1       |           |

## Vòng chung kết

### Bảng xếp hạng
| Đội               | ST | T | H | B | BT | BB | HS | Đ | Giành quyền tham dự |  | Hàn Quốc | Các Tiểu vương quốc Ả Rập Thống nhất | Qatar | Trung Quốc | Ả Rập Xê Út | Cộng hòa Dân chủ Nhân dân Triều Tiên |
| ----------------- | -- | - | - | - | -- | -- | -- | - | ------------------- |  | -------- | ------------------------------------ | ----- | ---------- | ----------- | ------------------------------------ |
| Hàn Quốc          | 5  | 3 | 2 | 0 | 5  | 1  | +4 | 8 | FIFA World Cup 1990 |  |          |                                      | 0–0   | 1–0        | 2–0         | 1–0                                  |
| UAE               | 5  | 1 | 4 | 0 | 4  | 3  | +1 | 6 | FIFA World Cup 1990 |  | 1–1      |                                      | 1–1   | 2–1        |             | 0–0                                  |
| Qatar             | 5  | 1 | 3 | 1 | 4  | 5  | −1 | 5 |                     |  |          |                                      |       | 2–1        | 1–1         |                                      |
| Trung Quốc        | 5  | 2 | 0 | 3 | 5  | 6  | −1 | 4 |                     |  |          |                                      |       | 2–1        | 1–0         |                                      |
| Ả Rập Xê Út       | 5  | 1 | 2 | 2 | 4  | 5  | −1 | 4 |                     |  | 0–0      |                                      |       |            | 2–0         |                                      |
| CHDCND Triều Tiên | 5  | 1 | 1 | 3 | 2  | 4  | −2 | 3 |                     |  |          | 2–0                                  |       |            |             |                                      |

### Kết quả
| UAE | 0–0 | CHDCND Triều Tiên |
| --- | --- | ----------------- |
|     |     |                   |

| Trung Quốc                | 2–1      | Ả Rập Xê Út          |
| ------------------------- | -------- | -------------------- |
| Mai Chao 63' (ph.đ.), 70' | (Report) | Al-Bishi 24' (ph.đ.) |

| Hàn Quốc | 0–0 | Qatar |
| -------- | --- | ----- |
|          |     |       |

| Qatar      | 1–1      | Ả Rập Xê Út   |
| ---------- | -------- | ------------- |
| Muftah 87' | (Report) | Al-Suwaiti 4' |

| Hàn Quốc           | 1–0 | CHDCND Triều Tiên |
| ------------------ | --- | ----------------- |
| Hwang Sun-Hong 18' |     |                   |

| UAE                             | 2–1 | Trung Quốc       |
| ------------------------------- | --- | ---------------- |
| K. Mubarak 87' · Al Talyani 88' |     | Tang Yaodong 61' |

| Hàn Quốc         | 1–0 | Trung Quốc |
| ---------------- | --- | ---------- |
| Kim Joo-Sung 67' |     |            |

| CHDCND Triều Tiên                   | 2–0 | Qatar |
| ----------------------------------- | --- | ----- |
| Kim Pung-Il 23' · Ghu Gyong-Sik 32' |     |       |

| Ả Rập Xê Út | 0–0      | UAE |
| ----------- | -------- | --- |
|             | (Report) |     |

| UAE            | 1–1 | Qatar       |
| -------------- | --- | ----------- |
| K. Mubarak 20' |     | Sulaiti 37' |

| Trung Quốc    | 1–0 | CHDCND Triều Tiên |
| ------------- | --- | ----------------- |
| Xie Yuxin 67' |     |                   |

| Hàn Quốc                              | 2–0      | Ả Rập Xê Út |
| ------------------------------------- | -------- | ----------- |
| Hwangbo Kwan 42' · Hwang Sun-Hong 89' | (Report) |             |

| Qatar                     | 2–1 | Trung Quốc |
| ------------------------- | --- | ---------- |
| Al-Soufi 87' · Muftah 87' |     | Ma Lin 76' |

| UAE            | 1–1 | Hàn Quốc        |
| -------------- | --- | --------------- |
| Al Talyani 16' |     | Hwangbo Kwan 8' |

| Ả Rập Xê Út                       | 2–0      | CHDCND Triều Tiên |
| --------------------------------- | -------- | ----------------- |
| Al-Musaibeah 13' · Al-Suwaiti 57' | (Report) |                   |

## Các đội vượt qua vòng loại
Có 2 đội giành quyền tham dự FIFA World Cup 1990.
| Đội      | Tư cách vượt qua vòng loại | Ngày vượt qua vòng loại | Số lần tham dự FIFA World Cup trước đây |
| -------- | -------------------------- | ----------------------- | --------------------------------------- |
| Hàn Quốc | Nhất bảng vòng chung kết   | 25 tháng 10 năm 1989    | 2 (1954, 1986)                          |
| UAE      | Nhì bảng vòng chung kết    | 28 tháng 10 năm 1989    | 0 (lần đầu)                             |

## Danh sách ghi bàn
7 bàn thắng
- Hwang Sun-Hong

6 bàn thắng
- Ma Lin
- Ahmed Radhi
- Mahmoud Yaseen Al-Soufi

5 bàn thắng
- Dollah Salleh

4 bàn thắng
- Mai Chao
- Kim Yong-Se
- Darimosuvito Tokijan
- Adnan Al Talyani

3 bàn thắng
- Mohsen Garousi
- Farshad Pious
- Chu Gyong-Sik
- Kim Pung-Il
- Hwangbo Kwan
- Noh Soo-Jin
- Nizar Mahrous
- Abdul Razaq Ibrahim

2 bàn thắng
- Tang Yaodong
- Wang Baoshan
- Tim Bredbury
- Nang Yan Leung
- Herry Kiswanto
- Karim Bavi
- Hussein Saeed
- Mohamed Al-Diabaz
- Khaled Khalil Awad
- Ali Marwi
- Salah Al-Hasawi
- Han Hyong-Il
- Ri Hyok-chon
- Mansoor Muftah
- Fahad Al-Bishi
- Majed Abdullah
- Mohaisen Al-Jam'an
- Saadoun Al-Suwaiti
- Darimosuvito Devaraj
- Salim Moin
- Ahmad Satter
- Cho Min-Kook
- Choi Sang-Kuk
- Lee Tae-Ho
- Zuhair Bakhit
- Khalid Ismaïl
- Khaleel Mubarak

1 bàn thắng
- Mohammad Aslam
- Badal Das
- Wasim Iqbal
- Rumman Bin Wali Sabbir
- Jia Xiuquan
- Liu Haiguang
- Xie Yuxin
- Zhang Xiaowen
- Leslie Santos
- Inyong Lolumbuman
- Mustaqim
- Mustamu Yessy
- Mohammad Hassan Ansarifard
- Sayed Ali Eftekhari
- Sirous Ghayeghran
- Samad Marfavi
- Natiq Hashim
- Habib Jafar
- Ismail Mohammed Sharif
- Kenta Hasegawa
- Takumi Horiike
- Hisashi Kurosaki
- Osamu Maeda
- Takashi Mizunuma
- Katsuyoshi Shinto
- Rateb Al-Dawoud
- Abdulaziz Al-Hajeri
- Fahad Yousef Al-Sovayed
- Kurapiah Gunalan
- Azizol Abu Haniffah
- Lim Teong Kim
- Kim Gwang-Mon
- Tak Yong-Bin
- Yun Jong-Su
- Mohamed Ali Hamoud
- Nasser Khaleefa
- Ali Sharafat
- Saleh Eid Al-Mehaizaa
- Jumah Salem Joher
- Adel Mubarak Khamis
- Mansour Sulaiti
- Fahad Al-Musaibeah
- Ahmed Madani
- Yousuf Al-Thunayan
- Arj Changatamilman
- Tay Peng Kee
- Choi Soon-Ho
- Chung Hae-Won
- Chung Yong-Hwan
- Kim Joo-sung
- Lee Hak-Jong
- Lee Young-Jin
- Park Kyung-Hoon
- Walid Al-Nasser
- Walid Abou El-Sel
- Abdul Latif Helou
- Mohammed Jakalan
- Prasert Changmool
- Piyapong Pue-On
- Abdulaziz Mohamed
- Abdulrahman Mohamed

1 bàn phản lưới nhà
- Oh Yong-Nam (trong trận gặp Nhật Bản)